# فلز درهم‌تنیده
فلز درهم‌تنیده (به انگلیسی: Twisted Metal) نام اولین شماره از مجموعه بازی‌های ویدئویی با همین نام است که توسط استودیوی سینگل تراک ساخته و توسط سونی کامپیوتر انترتینمنت، بر روی کنسول پلی‌استیشن منتشر شده است. بازی در تاریخ ۵ نوامبر ۱۹۹۵ در آمریکای شمالی منتشر شد و تقریباً یک سال پس از آن، در سوم مارس ۱۹۹۷ با برند فهرست برترین عناوین پلی‌استیشن و با قیمتی کمتر بازنشر شد. ادامه‌ای بر این نسخه با عنوان فلز درهم‌تنیده ۲ در سال ۱۹۹۶ به بازار عرضه شد.
بازی توانست امتیازات خوبی از سایت‌ها و مجلات بگیرد و در میانگین نمرات موفق باشد. همچنین در فروش هم بازی خوش درخشید و توانست در آمریکای شمالی بیش از ۱٫۰۸ میلیون نسخه بفروشد که برای یک بازی انحصاری که بر روی یک پلتفرم منتشر می‌شود، آمار بسیار خوبی است.

## روندبازی
کل روندبازی به سبک ماشین جنگی است و بازیکن می‌تواند با انتخاب یکی از ۱۲ وسیله نقلیه منحصربه‌فردی که در بازی وجود دارد، وارد مسابقات شود. بازی از دو بخش تکنفره و دونفره تشکیل شده است. بخش تکنفره شامل بخش‌های داستانی، چالشی و تمرینی است. در بخش داستانی، بازیکن باید در ۶ میدان نبرد متفاوت به مصاف رقیبان برود؛ هر مرحله زمانی به اتمام می‌رسد که بازیکن بتواند تمام دشمنان درون میدان نبرد را نابود کند.
در بخش چندنفره هم که به صورت آفلاین انجام می‌شود، دو بازیکن با دو دسته می‌توانند یک میدان نبرد را انتخاب کرده، و به مصاف دیگر رقیبان یا به مصاف همدیگر بروند. بازیکن در شروع هر مرحله ۳ جعبه سلامتی دارد که به صورت جعبه‌های سبز رنگ در پایین سمت راست صفحه نشان داده می‌شوند. هر وسیله نقلیه دارای یک مسلسل است که به عنوان سلاح پیش‌فرض بر روی آن قرار دارد؛ این سلاح پیش‌فرض سلامتی چندان زیادی از رقیبان کم نمی‌کند، اما در مواقع حساسی که موشک یا راکت وجود ندارد، می‌تواند در تعیین برنده میدان نقش مؤثری داشته باشد.

## داستان

تصویری از روندبازی که کامیون سوئیت توث را در حال مبارزه نشان می‌دهد؛ این خودرو از پرقدرت‌ترین وسایل نقلیه موجود در بازی است که البته سرعت بسیار پایینی دارد.

داستان بازی مربوط به یک مسابقه و تورنمنت معروف است که رانندگان مختلف با خودروها و وسایل نقلیه تیون شده و تغییر یافته در آن شرکت می‌کنند. هدف هر راننده در این تورنمنت، نابود کردن دیگر خودروها با انواع و اقسام سلاح‌های گرم است تا در نهایت یک راننده از میدان نبرد پیروز و زنده بیرون بیاید. خودروها همچنین می‌توانند برای نابودی همدیگر، از برخوردها و تصادف‌های شدید استفاده کنند.
فرد پیروز این نبرد فرصت دیدار با برنامه‌ریز و برپاکننده تورنمنت، یک مرد اسرارآمیز به نام کالیپسو را پیدا می‌کند. کالیپسوی افسانه‌ای، مردی که در زیر خیابان‌های شهر لس آنجلس حکمرانی می‌کند، تصمیم می‌گیرد که امسال تورنمنت فلز درهم‌تنیده را در لس آنجلس و مناطق اطراف آن برگزار کند تا رانندگان منتخب در این مناطق به جنگ با هم بروند و همدیگر را کشتن بدهند.
او با یک ایمیل، شروع این تورنمنت را به رانندگان منتخب اعلام می‌کند؛ ایمیلی که در آن با حروف قرمز درشت نوشته شده بود: «آیا رانندگی می‌کنید؟!»